# Eat-Man
Eat-Man é uma manga criada por Akihito Yoshitomi em 1996 e publicada pela MediaWorks na revista de manga mensal Dengeki Comic Gao!. Em 1997 o Studio DEEN adaptou a manga para uma série de anime em 12 episódios, que foi transmitida no Japão, de 1 de Janeiro a 27 de Março de 1997 na TV Tokyo. Uma continuação, Eat-Man '98, foi também animada pelo Studio DEEN transmitida de 8 de Outubro a 23 de Dezembro de 1998 e foi exibido na América Latina até o ano de 2004 no canal de televisão paga Locomotion

## História
Eat-Man é uma série de histórias curtas (one-shot) acerca de um mercenário, que nem mesmo sabia se era humano ou máquina chamado Bolt Crank. Ele é um andarilho que não sabe de onde veio e tem o estranho poder de comer virtualmente qualquer coisa e depois recriar, a partir do seu braço, qualquer dos objectos que tenha comido. Bolt adora comer coisas de metal, em especial armas. A primeira fase com 12 episódios é bem obscura, enigmática, em todos os episódios e eles não se conectam, podem ser assistidos aleatoriamente. Mas mesmo assim tem um tom noir misterioso, tratando muito do lado obscuro de todos os personagens, conflitos internos, medos e desejos.
Já a segunda fase, mais 12 episódios, que são mais voltados para ação em si, não sendo tão obscura, com a história se agrupando em pequenos conjuntos que formam uma estória com seus personagens (uma história pode ter 2 ou 3 episódios com personagens exclusivos dela que não aparecem nas outras), estas histórias podem ser vistas aleatoriamente, mas os capítulos nelas devem ser vistos em ordem.